# Carro do ano (Brasil)
O Carro do Ano no Brasil é um prêmio da Revista Autoesporte, que premia modelos lançados e importados pela indústria nacional. Existe um prêmio internacional independente que trata da premiação dos modelos comercializados na Europa: carro do ano.
A premiação ocorre desde 1965 - com exceção de 1967 e 2001. O primeiro Carro do Ano, em 1965, foi para a Picape Willys, único prêmio recebido pela montadora americana Willys-Overland, que encerrou suas atividades em 1975. Quatro modelos são tricampeões: Ford Corcel (1968, 1972 e 1978), Fiat Uno (1984, 1991 e 2010), Fiat Palio (2000, 2003 e 2011) e Chevrolet Monza (1982, 1986 e 1987).
O prêmio para as categorias do Carro do Ano conta com a votação de uma equipe de jornalistas especializados da indústria automobilística, que apontam os automóveis que mais se destacaram em inovação e outras características. A pontuação atribui notas para 5 finalistas em cada uma das categorias, considerando os quesitos: motor, transmissão, comportamento dinâmico, acabamento, design, entre outros. No final, uma média é realizada para eleger o campeão em cada categoria. 
A Chevrolet lidera com 14 títulos, embora não vença desde 2009. O fabricante do veículo premiado tem direito de uso do título de Carro do Ano por um período de 11 meses a partir da eleição.

## Categorias
Desde o seu surgimento, o prêmio Carro do Ano passou por diversas adaptações. As principais vieram a partir dos anos 90, com a abertura do mercado brasileiro e a consequente variedade de modelos oferecidos. Assim, além da categoria principal que leva o nome do prêmio, foram criadas mais três: Importado do Ano, Utilitário-Esportivo do Ano e Picape do Ano.
Na edição do Carro do Ano 2007, duas novas chegaram para deixar a premiação ainda mais abrangente: Motor do Ano e Motor Importado do Ano. Na seguinte, outras mudanças foram realizadas para melhor acompanhar as tendências do mercado, recheado de novidades nacionais e importadas de diversos preços. Além disso, passou a contar com homenagens voltadas à personalidades da indústria e do universo automobilístico brasileiro.
Atualmente, o prêmio Carro do Ano conta com as seguintes categorias:
- Carro do Ano
- Carro Premium do Ano
- Utilitário do Ano
- Utilitário Premium do Ano
- Carro Verde do Ano
- Motor do Ano até 2.0
- Motor do Ano Acima de 2.0
- Site do Ano
- Publicidade do Ano
- Executivo do Ano
- Hall da Fama Autoesporte

| Ano  | Modelo                    | Modelo |
| ---- | ------------------------- | ------ |
| 1966 | Picape Willys             |        |
| 1967 | Ford Galaxie              |        |
| 1969 | Ford Corcel               |        |
| 1970 | Dodge Dart                |        |
| 1971 | Volkswagen TL             |        |
| 1972 | Chevrolet Opala           |        |
| 1973 | Ford Corcel               |        |
| 1974 | Chevrolet Chevette        |        |
| 1975 | Volkswagen Passat         |        |
| 1976 | Chevrolet Caravan         |        |
| 1977 | Dodge Polara              |        |
| 1978 | Fiat 147                  |        |
| 1979 | Ford Corcel               |        |
| 1980 | Volkswagen Passat         |        |
| 1981 | Chevrolet Chevette        |        |
| 1982 | VW Voyage                 |        |
| 1983 | Chevrolet Monza           |        |
| 1984 | Ford Escort               |        |
| 1985 | Fiat Uno                  |        |
| 1986 | Fiat Prêmio               |        |
| 1987 | Chevrolet Monza           |        |
| 1988 | Chevrolet Monza           |        |
| 1989 | Volkswagen Santana        |        |
| 1990 | Volkswagen Gol            |        |
| 1991 | Chevrolet Kadett          |        |
| 1992 | Fiat Uno                  |        |
| 1993 | Chevrolet Omega           |        |
| 1994 | Chevrolet Vectra          |        |
| 1995 | Chevrolet Corsa           |        |
| 1996 | Chevrolet Corsa           |        |
| 1997 | Chevrolet Vectra          |        |
| 1998 | Ford Ka                   |        |
| 1999 | Fiat Marea                |        |
| 2000 | Audi A3                   |        |
| 2001 | Fiat Palio                |        |
| 2003 | Fiat Stilo                |        |
| 2004 | Fiat Palio                |        |
| 2005 | Ford Fiesta Sedan         |        |
| 2006 | Fiat Idea                 |        |
| 2007 | Honda Civic (8ª geração)  |        |
| 2008 | Fiat Punto                |        |
| 2009 | Volkswagen Gol            |        |
| 2010 | Chevrolet Agile           |        |
| 2011 | Fiat Uno (2ª geração)     |        |
| 2012 | Fiat Palio                |        |
| 2013 | Hyundai HB20              |        |
| 2014 | Volkswagen Golf           |        |
| 2015 | Ford Ka                   |        |
| 2016 | Jeep Renegade             |        |
| 2017 | Honda Civic (10ª geração) |        |
| 2018 | Volkswagen Polo           |        |
| 2019 | Volkswagen Virtus         |        |
| 2020 | Toyota Corolla            |        |
| 2021 | Volkswagen Nivus          |        |
| 2022 | Fiat Pulse                |        |
| 2023 | Honda HR-V                |        |
| 2024 | BYD Dolphin               |        |